# Porta Capuana (Nápoly)
A Porta Capuana az egykori nápolyi várfal egyik fennmaradt kapuja. Neve ellenére nem a római időkbeli Nápolyt Capuával összekötő út mentén fekszik, hanem a Castel Capuano szomszédságában a város ellentétes végén. A 15. században helyezték át ide, az Aragóniai-ház uralkodása idején végzett falbővítések során.